# Widdringtonia schwarzii
Cyprès de Willomore
Espèce
Statut de conservation UICN

 NT  : Quasi menacé
Synonymes
- Callitris schwarzii Marloth[1]

Widdringtonia schwarzii était auparavant appelé « Cèdre de Willomore », mais a été renommé Cyprès de Willomore pour une meilleure correspondance botanique.
Cet arbre est une espèce de Widdringtonia originaire d'Afrique du Sud, où il est endémique des montagnes de Baviaanskloof et Kouga à l'ouest de Port Elizabeth, province du Cap-Oriental. Il est inscrit sur la liste rouge de l'UICN comme étant en danger critique de disparition.
Le genre Widdringtonia comprend trois autres espèces, toutes endémiques à la partie australe de l'Afrique.

## Habitat
W. schwarzii pousse sur les pentes rocheuses sèches entre 600 et 1 200 m d'altitude.

## Description
C'est un arbre sempervirent, de taille moyenne jusqu'à 20 à 25 m de hauteur ; il était connu auparavant comme pouvant atteindre 40 m. 

Les feuilles sont des écailles de 1,5 mm de long pour 1 mm de large sur les petites branches, allant à 10 mm de long sur les branches plus grosses, et sont arrangées en paires opposées croisées. 

Les cônes mâles font 2 mm de longueur.
Les cônes femelles sont globuleux ou rectangulaires,  de 1,5 à 2 cm ou de 2 à 3 cm de long, avec 4 écailles. Les bords d'écaille sont verruqueux. 

Les graines sont noires, de 5 à 10 mm de longueur (ailettes non incluses) ; elles sont coniques et incurvées. Elles sont munies de 2 ailettes, l'une d'environ 3 mm de large et l'autre restant à l'état rudimentaire. 
Il est proche parent du Widdringtonia cedarbergensis de la province du Cap, dont il se distingue par ses graines légèrement plus grosses et munies d'une courte ailette (les graines de W. cedarbergensis n'ont qu'une seule ailette rudimentaire.

## Taxinomie, étymologie
Widdringtonia schwarzii (Marloth) Mast. (J. Linn. Soc., Bot. 37:269. 1905).
Autre nom connu :

Callitris schwarzii Marloth.
Le nom du genre Widdringtonia a été donné par le botaniste autrichien Stephan Endlicher pour honorer Samuel Edward Cook (en), dit Widdrington (1787-1856), un collège expert sur les forêts espagnoles de conifères.
En 1842  Widdrington publiait le dernier d'une série de trois articles sur les espèces Pinus et Abies, alors que dans ce temps Endlicher cherchait un nom pour le genre ; en effet deux noms par lui proposés précédemment avaient été officiellement adoptés pour deux autres espèces. Endlicher n'a pas manqué d'humour en proposant le nom de Widdrington, qui venait juste de changer son nom lui-même (passant de Cook, nom sous lequel il avait fait publier ses deux premiers articles en 1839, à celui de Widdrington en 1840)
.
Le nom d'espèce schwarzii est en l'honneur de Fritz Schwarz (1898–1971), collectionneur de cactus du XXe siècle.

## Conservation
W. schwarzii est, comme Widdringtonia cedarbergensis, inscrit depuis 1998 sur la liste rouge de l'UICN comme étant en danger critique de disparition. Il est menacé par la perte de son habitat, et surtout victime de la surexploitation dont il a fait l'objet. Tous les individus poussant dans les endroits facilement accessibles ayant été abattus, on ne le trouve plus que dans les kloofs (ravins) rocheux quasi-inaccessibles.